# Real Fábrica de La Moncloa

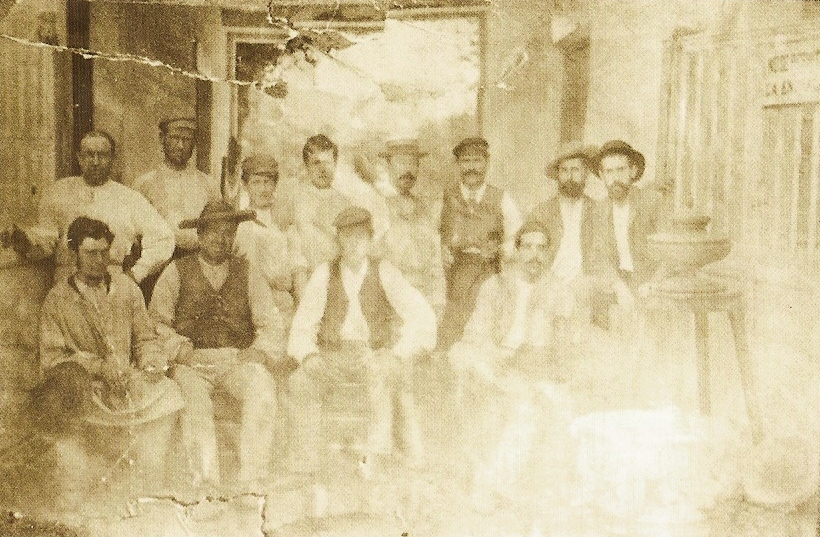
I fratelli Guillermo e Daniel Zuloaga con i lavoratori nella Moncloa (c.1883).

La Real Fábrica de La Moncloa è stata una manifattura reale di articoli di porcellana e ceramica destinati all'uso reale. Venne creata nel 1817 dopo la restaurazione spagnola, e promossa dalla regina Maria Isabella di Braganza (moglie di Fernando VII) per sostituire l'antica Real Fábrica de Porcelana del Buen Retiro, fondata nel 1760 da Carlo III e che era stata distrutta dalle truppe britanniche comandate da Wellington nel corso della Guerra d'indipendenza spagnola.
Era situata a Madrid, nel luogo denominato la Granjilla dei Jerónimos, nel Real Sitio de La Florida, e per il suo avviamento vennero utilizzati materiali e altri elementi dell'antica fabbrica del Ritiro, incluso il personale che aveva lavorato nella stessa.

## Storia
Il funzionamento della fabbrica può dividersi in quattro fasi, comprendendo la prima dal 1817 fino 1821. In questo periodo fu direttore l'italiano Antonio Forni, proveniente della fabbrica fondata da Carlo III a Capodimonte quando era re di Napoli. Vi si realizzarono pezzi con abbondante policromía e influsso francese, con la collaborazione dei pittori, fratelli Giorgi. Negli anni 1820 iniziò la sua decadenza, che portò alla sostituzione del suo direttore e all'apertura di un negozio.
La seconda fase andò dal 1821 al 1833, con direttore Bartolomé Sureda, che diede un radicale impulso alla fabbrica, producendo su grande scala ad imitazione della Manufacture nationale de Sèvres, seguendo le correnti inglesi e francesi. Poco a poco si abbandonò la produzione di porcellana per dedicarsi alla fabbricazione di stoviglie, ma il progetto economico imposto da Sureda non rispose alle aspettative e nel 1829 venne licenziato con l'ingresso di Antonio Salcedo (licenziato nel 1834) e di Mateo Sureda, che rimase fino al 1846.
La terza fase della fabbrica si sviluppò durante il regno di Isabella II di Spagna, e fu caratterizzata da una decorazione astratta, al posto del classicismo precedente, e per dare maggiore impulso alla fabbrica, nel 1846, venne nominato direttore Juan Federico Langlois, antico direttore della fabbrica di Isigny-gli-Buat, in Francia. I problemi creati dal direttore, che non volle comunicare i segreti della sua arte, come invece si era impegnato a fare, diedero luogo a una minima produzione, che unita alle lamentele degli operai sulla precarietà delle installazioni e della carenza di materia prima, furono la causa del suo licenziamento e della chiusura della fabbrica nel 1850.
Nel 1874 La Moncloa tornò ad aprire le sue porte, questa volta per iniziativa del segretario di Alfonso XII, il conte Morphy, che aveva proposto di affisdarla a Daniel Zuloaga e a suo fratello Guillermo, che avevano studiato a Sèvres. La novità di questa riapertura fu la fabbricazione di piastrelle ceramiche destinate all'architettura, influenzate dal modernismo catalano di fine del XIX secolo, appartenendo a questa fase finale opere come la decorazione del Palazzo di Velázquez a Madrid, dell'architetto Ricardo Velázquez Bosco. Un'altra delle novità fu il ritorno alle tecniche classiche spagnole che tanto avevano difeso e promosso i fratelli Zuloaga. Vennero realizzati vasi farmaceutici, gruppi scultorei e targhe di imitazione alcoreña, ma le grandi spese necessarie alla messa in marcia della fabbrica e il disinteresse del pubblico, fecero sì che la fabbrica chiudesse, in maniera definitiva, alla fine del XIX secolo.